# Hellurnar
Hellurnar is een dorp dat behoort tot de gemeente Fuglafjarðar kommuna in het oosten van het eiland Eysturoy op de Faeröer. Het heeft 29 inwoners. De postcode is FO 695. Het dorp is gelegen aan het Oyndarfjørður fjord. Hellurnar werd gesticht in het jaar 1849 door inwoners van het dorp Lambi.

## Externe link

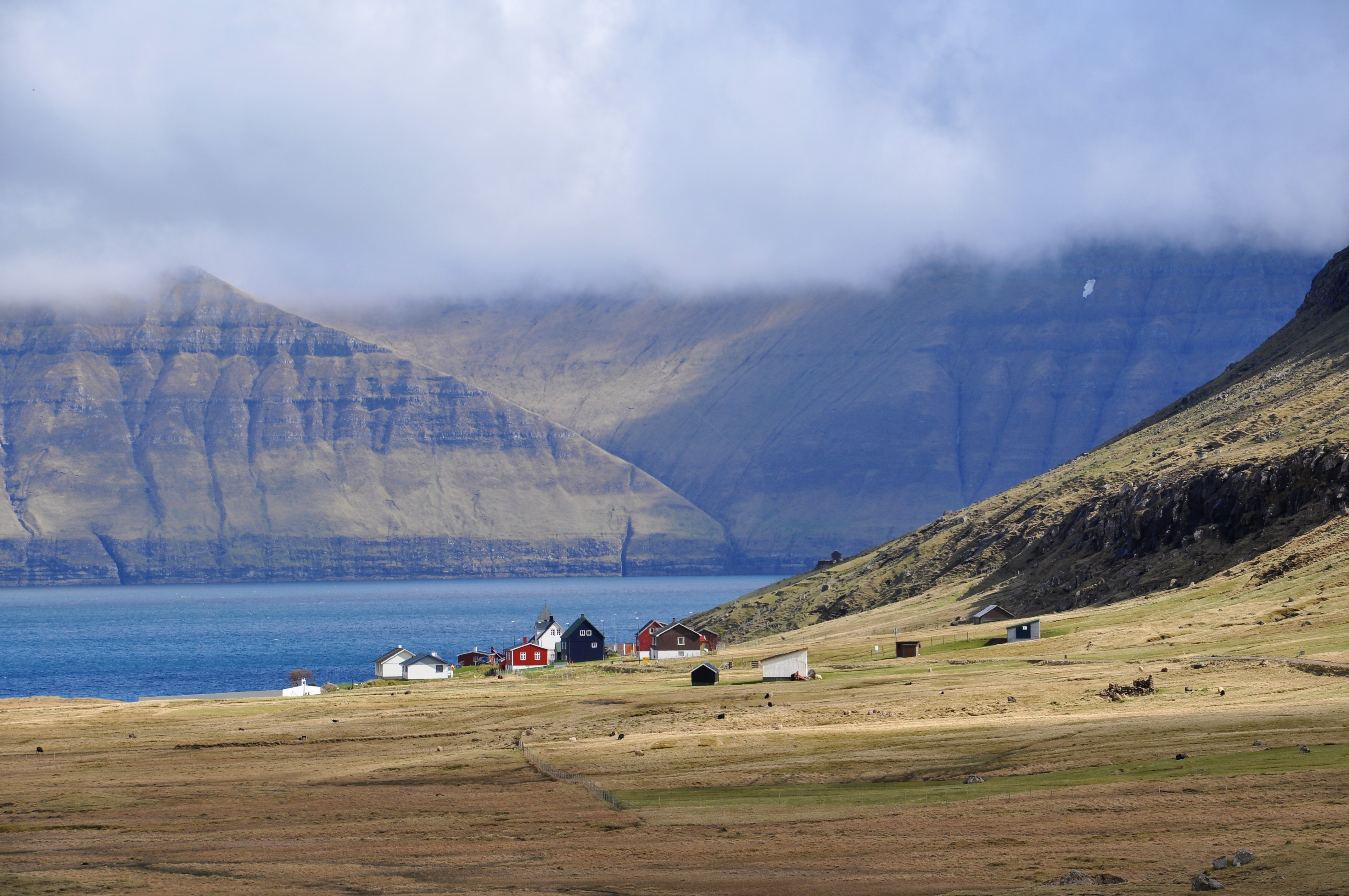
Hellurnar vanuit de verte
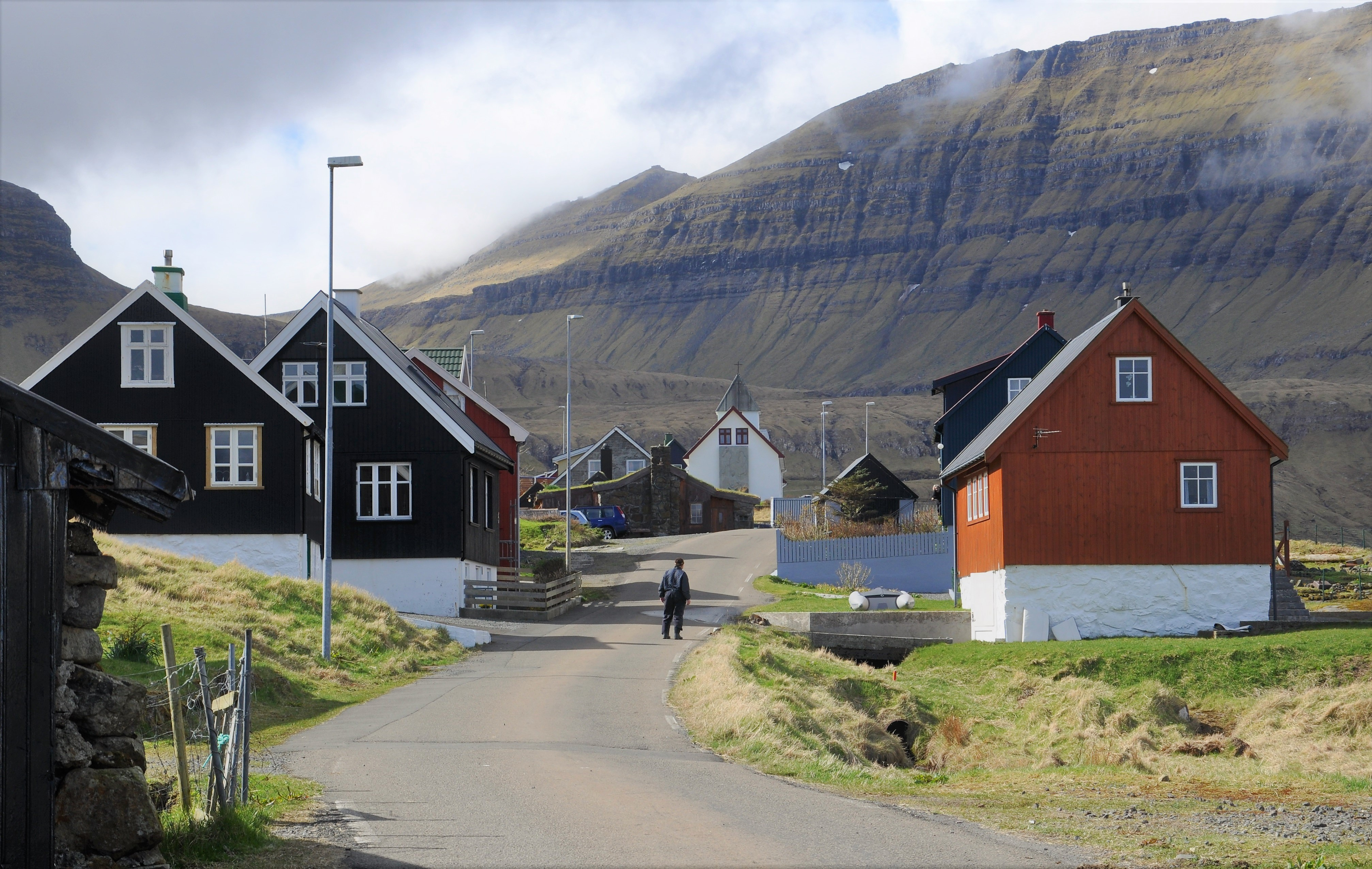
Hoofdstraat
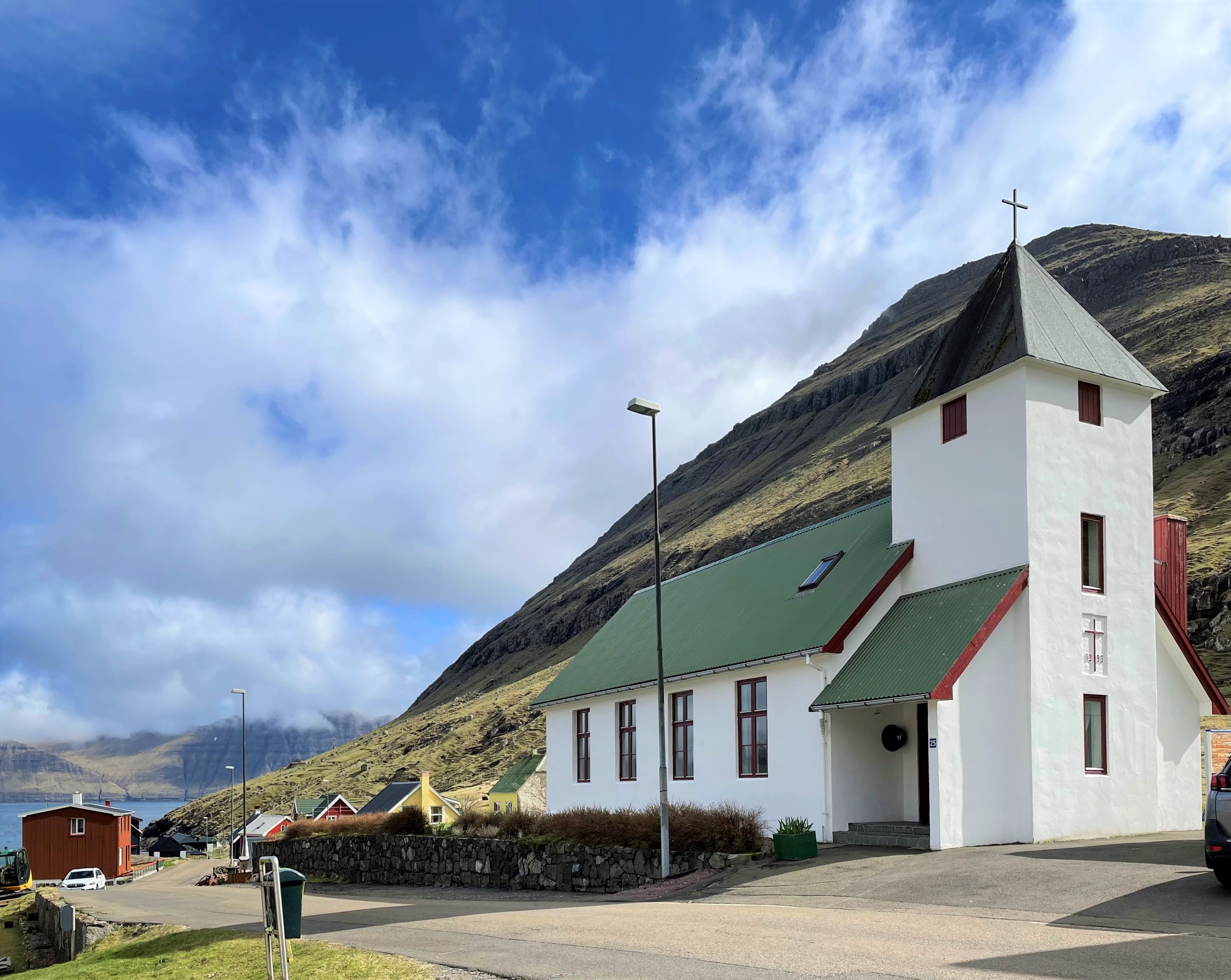
Kerk
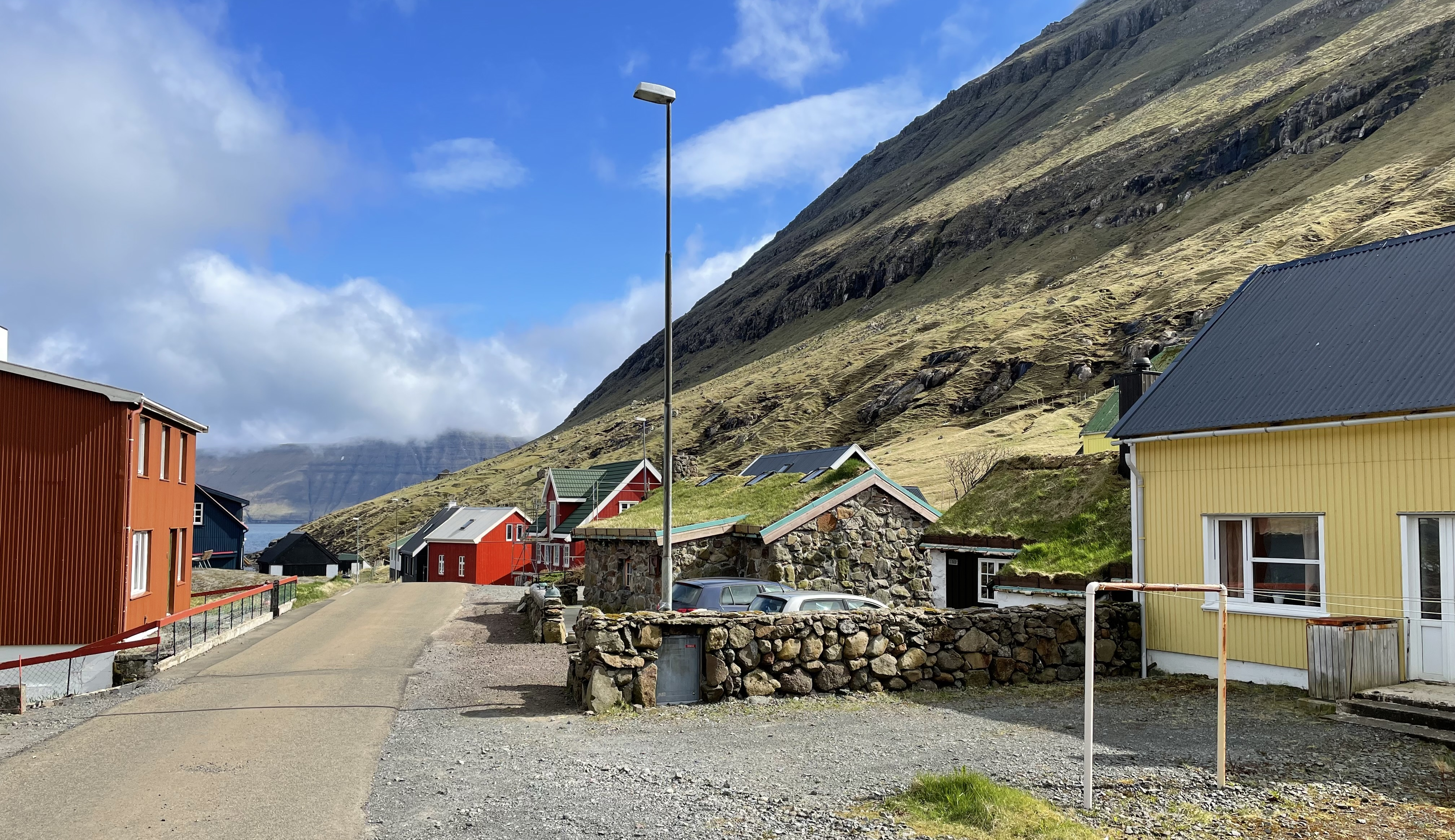
Hoofdstraat